# Iphinoe inermis
Iphinoe inermis är en kräftdjursart som beskrevs av Sars 1878. Iphinoe inermis ingår i släktet Iphinoe och familjen Bodotriidae. Inga underarter finns listade i Catalogue of Life.